# Reellwertige Funktion
Eine reellwertige Funktion ist in der Mathematik eine Funktion, deren Funktionswerte reelle Zahlen sind. Eng verwandt ist der Begriff der reellen Funktion, der aber in der Literatur nicht eindeutig verwendet wird. Reellwertige Funktionen finden sich in fast allen Teilbereichen der Mathematik, insbesondere in der Analysis, der Funktionalanalysis und der Optimierung.

## Definition

### Reellwertige Funktion
Eine reellwertige Funktion ist eine Funktion
{\displaystyle f\colon D\to \mathbb {R} },
bei der die Zielmenge die Menge der reellen Zahlen ist. Die Definitionsmenge {\displaystyle D} ist dabei beliebig.

### Reelle Funktion
Wie auch bei komplexwertigen und komplexen Funktionen wird der Begriff der reellen Funktion in der mathematischen Literatur nicht einheitlich verwendet. Teilweise ist dieser Begriff synonym zu einer reellwertigen Funktion, teilweise werden darunter auch nur Funktionen verstanden, deren Definitionsmenge eine Teilmenge der reellen Zahlen ist, also Funktionen
{\displaystyle f\colon D\to \mathbb {R} },
bei denen {\displaystyle D\subseteq \mathbb {R} } ist.

## Spezialfälle
Bei reellwertigen Funktionen werden an die Struktur der Definitionsmenge im Allgemeinen keine Anforderungen gestellt. Soll die Definitionsmenge eingeschränkt werden, wird dem Begriff „reellwertige Funktion“ ein entsprechender Zusatz angehängt. So heißt beispielsweise eine Funktion {\displaystyle f\colon D\to \mathbb {R} }
- reellwertige Funktion einer reellen Variablen, wenn {\displaystyle D\subseteq \mathbb {R} } ist,
- reellwertige Funktion mehrerer reeller Variablen, wenn {\displaystyle D\subseteq \mathbb {R} ^{n}} mit {\displaystyle n>1} ist,
- reellwertige Funktion einer komplexen Variablen, wenn {\displaystyle D\subseteq \mathbb {C} } ist,
- reellwertige Funktion mehrerer komplexer Variablen, wenn {\displaystyle D\subseteq \mathbb {C} ^{n}} mit {\displaystyle n>1} ist.

Wenn {\displaystyle D} Teilmenge eines reellen Vektorraums ist, dann wird eine Funktion {\displaystyle f\colon D\to \mathbb {R} } auch (reellwertiges) Funktional genannt.

## Beispiele
- Die Funktion {\displaystyle f(x)=x^{2}} ist eine reellwertige Funktion einer reellen Variablen.
- Die Funktion {\displaystyle f(x_{1},x_{2})=x_{1}+x_{2}} ist eine reellwertige Funktion mehrerer reeller Variablen.
- Die Funktion {\displaystyle f(z)=\operatorname {Im} (z)}, die einer komplexen Zahl ihren Imaginärteil zuordnet, ist eine reellwertige Funktion einer komplexen Variablen.
- Ist {\displaystyle S^{n}} der Vektorraum der symmetrischen reellen Matrizen, so ist die Funktion {\displaystyle f\colon S^{n}\to \mathbb {R} } definiert durch {\displaystyle f(A)=\det(A)} eine reellwertige Funktion.
- Die Nullfunktion {\displaystyle f(x)\equiv 0} ist eine reellwertige Funktion, die auf beliebigen Mengen definiert ist. Sie weist jedem Element die Zahl Null zu.

## Visualisierung

Graph des Cosinus hyperbolicus

Graph der Funktionen (Paraboloid) und (Betragsquadrat)

Der Graph einer reellwertigen Funktion einer reellen Variablen kann visualisiert werden, indem in ein zweidimensionales Koordinatensystem die Punkte {\displaystyle (x,f(x))} eingetragen werden. Zur Darstellung reellwertiger Funktionen zweier reeller Variablen werden in ein dreidimensionales Koordinatensystem die Punkte {\displaystyle (x_{1},x_{2},f(x_{1},x_{2}))} eingetragen. Diese Darstellungen bilden bei stetigen Funktionen eine Kurve oder Oberfläche ohne Sprünge. Bei Funktionen zweier reeller Variablen werden teilweise auch Farben verwendet, um den Funktionswert zu visualisieren. Reellwertige Funktionen einer komplexen Variablen können auf die gleiche Weise wie reellwertige Funktionen zweier reeller Variablen dargestellt werden. Der Imaginärteil und der Realteil werden dabei als erstes und zweites Argument aufgefasst.

## Eigenschaften

### Algebraische Eigenschaften

Addition der Sinusfunktion und der Exponentialfunktion zu mit

Die Menge aller reellwertigen Funktionen über einer gegebenen Menge {\displaystyle D} bildet einen reellen Vektorraum, der mit {\displaystyle F(D,\mathbb {R} )}, {\displaystyle \operatorname {Abb} (D,\mathbb {R} )} oder {\displaystyle \mathbb {R} ^{D}} bezeichnet wird. Die Summe zweier reellwertiger Funktionen {\displaystyle f} und {\displaystyle g} ist dabei definiert durch
{\displaystyle (f+g)(x)=f(x)+g(x)}
für alle {\displaystyle x\in D} und das Produkt einer reellwertigen Funktion {\displaystyle f} mit einer reellen Zahl {\displaystyle c\in \mathbb {R} } durch
{\displaystyle (c\cdot f)(x)=c\cdot f(x)}
für alle {\displaystyle x\in D}. Diese Vektorräume werden als reelle Funktionenräume bezeichnet. Sie spielen eine wichtige Rolle in der linearen Algebra und der Analysis. Mit der Addition und der punktweisen Multiplikation definiert durch
{\displaystyle (f\cdot g)(x)=f(x)\cdot g(x)}
für alle {\displaystyle x\in D} bilden die reellwertigen Funktionen über der Menge {\displaystyle D} einen kommutativen Ring. Mit allen drei Verknüpfungen bilden die reellwertigen Funktionen eine reelle Algebra.

### Analytische Eigenschaften
Eine reellwertige Funktion {\displaystyle f\colon D\to \mathbb {R} } heißt beschränkt, falls eine Schranke {\displaystyle M} existiert, sodass
{\displaystyle |f(x)|\leq M}
für alle {\displaystyle x\in D} ist. Die Menge der beschränkten reellwertigen Funktionen {\displaystyle B(D,\mathbb {R} )} bildet mit der Supremumsnorm
{\displaystyle \|f\|_{\infty }:=\sup _{x\in D}|f(x)|}
einen normierten Raum. Da die reellen Zahlen vollständig sind, handelt es sich hierbei sogar um einen Banachraum. Eine Folge reellwertiger Funktionen {\displaystyle (f_{1},f_{2},\ldots )} mit {\displaystyle f_{n}\colon D\to \mathbb {R} } für {\displaystyle n=1,2,\ldots } heißt gleichmäßig beschränkt, wenn jedes Folgenglied eine beschränkte Funktion ist und die Folge
{\displaystyle (\|f_{1}\|_{\infty },\|f_{2}\|_{\infty },\ldots )}
eine beschränkte Folge reeller Zahlen ist. Eine Folge reellwertiger Funktionen heißt punktweise beschränkt, wenn für alle {\displaystyle x\in D} die reelle Zahlenfolge
{\displaystyle (f_{1}(x),f_{2}(x),\ldots )}
beschränkt ist. Eine gleichmäßig beschränkte Folge reellwertiger Funktionen ist stets auch punktweise beschränkt, die Umkehrung muss jedoch nicht gelten. Eine Folge reellwertiger Funktionen heißt gleichmäßig konvergent gegen eine reellwertige Funktion {\displaystyle f\colon D\to \mathbb {R} }, wenn
{\displaystyle \lim _{n\to \infty }\|f_{n}-f\|_{\infty }=0}
gilt. Entsprechend heißt eine Folge reellwertiger Funktionen punktweise konvergent gegen eine reellwertige Funktion {\displaystyle f\colon D\to \mathbb {R} }, wenn für alle {\displaystyle x\in D}
{\displaystyle \lim _{n\to \infty }(f_{n}(x)-f(x))=0}
gilt. Auch hier folgt aus der gleichmäßigen Konvergenz die punktweise Konvergenz, jedoch nicht die Umkehrung. Weitergehende analytische Eigenschaften, wie Stetigkeit, Differenzierbarkeit oder Integrierbarkeit, erfordern auf der Definitionsmenge zumindest eine topologische, metrische oder maßtheoretische Struktur.

### Ordnungseigenschaften
Nachdem die reellen Zahlen geordnet sind, lässt sich für reellwertige Funktionen die Halbordnung
{\displaystyle f\leq g\Leftrightarrow \forall x\in D:f(x)\leq g(x)}
definieren. Eine Folge reellwertiger Funktionen {\displaystyle (f_{1},f_{2},\ldots )} mit {\displaystyle f_{1}\leq f_{2}\leq \ldots } heißt dann monoton wachsend. Analog wird die Halbordnung
{\displaystyle f\geq g\Leftrightarrow \forall x\in D:f(x)\geq g(x)}
definiert und eine Folge reellwertiger Funktionen mit {\displaystyle f_{1}\geq f_{2}\geq \ldots } ist dann monoton fallend.

## Verallgemeinerungen
Eine Verallgemeinerung der reellwertigen Funktionen bilden die reell-vektorwertigen Funktionen. Dies sind Funktionen, die in den {\displaystyle \mathbb {R} ^{n}} abbilden. Noch allgemeiner sind die vektorwertigen Funktionen, die in beliebige Vektorräume abbilden. Funktionen, die komplexe Funktionswerte annehmen, werden komplexwertige Funktionen genannt.